# Tremembé (Volk)

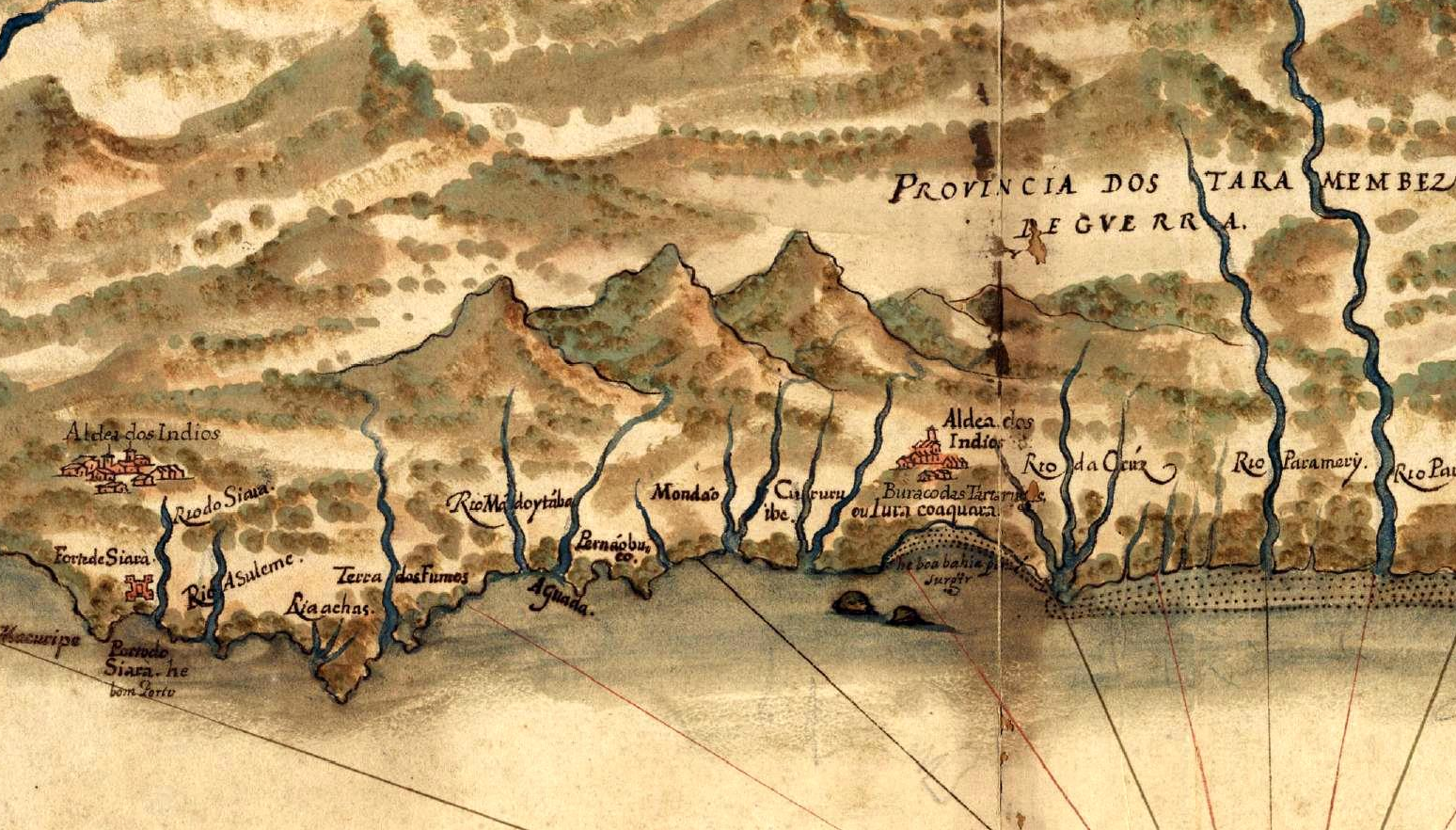
Karte der Küste von Ceará aus dem Jahr 1629, auf der die Herrschaftsgebiete der Tremembé eingezeichnet sind

Die Tremembé, auch Teremembé und Taramembé, sind ein indigenes Volk in den Bundesstaaten Ceará und Maranhão in Brasilien.

## Siedlungsgebiet
Die Angehörigen dieser Ethnie leben vor allem in den Gemeinden Itarema, Acaraú und Itapipoca an der Atlantikküste von Ceará, etwa 150 km nördlich der Hauptstadt Fortaleza. In den Gemeinden befinden sich fünf Terras Indígenas (TI) der Tremembé, von denen jedoch erst eine den Anerkennungsprozess komplett abgeschlossen hat.

Die Terra Indígena Córrego João Pereira liegt zu 90 % im Gemeindegebiet von Itarema und beherbergt 478 Personen. Ihre Anerkennung wurde 2003 veröffentlicht.
Die Terra Indígena Tremembé da Barra do Mundaú mit 580 Bewohnern liegt in der Gemeinde Itapipoca. Sie wurde 2015 von der FUNAI deklariert, ist aber (Stand August 2022) noch nicht anerkannt.

Die von der Bevölkerungszahl größte TI ist die Terra Indígena Tremembé de Almofala mit 2113 Bewohnern. Sie befindet sich auf dem Gebiet des ehemaligen Hauptortes Almofala des Territoriums der Tremembé im gleichnamigen Bezirk der Gemeinde Itarema. Sie wurde 1993 erstmals von der FUNAI identifiziert, bislang aber noch nicht deklariert.

Die Terras Indígenas Tremembé de Queimadas, in der Gemeinde Aracaú, und Tremembé Mundo Novo/Viração, in den Gemeinden Boa Viagem, Monsenhor Tabosa und Tamboril befinden sich noch im Prozess der Identifikation.

Das CEDI schätzte die Zahl der Tremembé vor 1986 auf 3060. Laut Siasi/Sesai waren es 2014 3662 Personen.

## Geschichte
Die Tremembé waren eine der wenigen Tapuia („Nicht-Tupi-Völker“), die bei der Ankunft der Europäer um 1500 an der brasilianischen Küste lebten. Die Tremembé bewohnten ein großes Küstengebiet, das sich über die heutigen Bundesstaaten Pará, Maranhão, Piauí und Ceará erstreckt. In der ethnohistorischen Karte von Nimuendajú wird das traditionelle Gebiet der Tremembé in zwei Abschnitte entlang der nördlichen Atlantikküste Brasiliens unterteilt. Der erste Abschnitt erstreckte sich über etwa 160 km von der Bucht des Rio Caeté (beim heutigen Bragança (Pará)) bis zur Bucht von Turiaçu (Maranhão). Der zweite und wichtigere Abschnitt erstreckte sich über 500 km von der Gegend um São Luís (Maranhão) bis in die Region von Fortaleza. Die schmale Lücke dazwischen wurde von einem Tupinambá-Stamm bewohnt. Man schätzt, dass die Tremembé einst bis zu 20.000 Angehörige hatten.
Die Tremembé, ein Tapuia-Stamm, waren fast vollständig von Tupi-Völkern umgeben – an der Küste gab es im Westen die Tupinambá und im Osten die Potiguara und Tabajara. In ihrem Hinterland lebten andere Tupi-Völker wie die Guajá, die Urubú und die Guajajara.
Im 17. Jahrhundert begannen die Tremembé, sich in der Jesuitenmission von Aracati-mirím bei Aldeia do Cajueiro (heute Almofala) am Rio Acaraú in Ceará niederzulassen. Außerdem gab es eine (nicht-jesuitische) Mission in Tutóia (in Maranhão). Als der portugiesische Minister Sebastião José de Carvalho e Melo 1759 seine Dekrete zur Ausweisung der Jesuiten und zur Auflösung ihrer Missionen erließ, siedelte die sesshafte Bevölkerung der Tremembé zusammen mit einer Handvoll Priester nach Vila Nova do Soure (Caucaia) um. Da sie sich jedoch nicht gut an die neue Umgebung anpassten, durften sie in ihre alte Missionssiedlung, die Aldeia do Cajueiro, zurückkehren, die in Almofala umbenannt und 1766 als Indianerstadt gegründet wurde.
Im Zuge des „Lei da Terra“ (Landbesitzdekret) des brasilianischen Kaiserreichs von 1854 wurden die Tremembé der meisten ihrer verbliebenen Ländereien beraubt. Der Gouverneur der Provinz Ceará erließ 1863 ein Dekret, in dem er die Tremembé zu einem ausgestorbenen Volk erklärte. Die verbliebenen Indianer wurden offiziell als caboclos (Mischlinge) oder „Nachkommen“ von Indianern betrachtet, nicht aber als bestehende Ethnie. Nichtsdestotrotz lebten die Tremembé wieder auf und wurden in den 1980er Jahren von der Fundação Nacional do Índio anerkannt.

## Sprache
Die ursprüngliche Sprache der Tremembé ist ausgestorben. Die heutigen Angehörigen der Ethnie sprechen Portugiesisch als Muttersprache. Die Sprache ist unklassifiziert, aber es wird allgemein angenommen, dass sie nicht zur Tupi–Guarani-Sprachfamilie (daher „Tapuia“ oder Nicht-Tupi) gehört. Die Tremembé haben durch die Interaktion mit ihren Tupi-Nachbarn möglicherweise eine beträchtliche Anzahl von Tupi-Wörter übernommen.

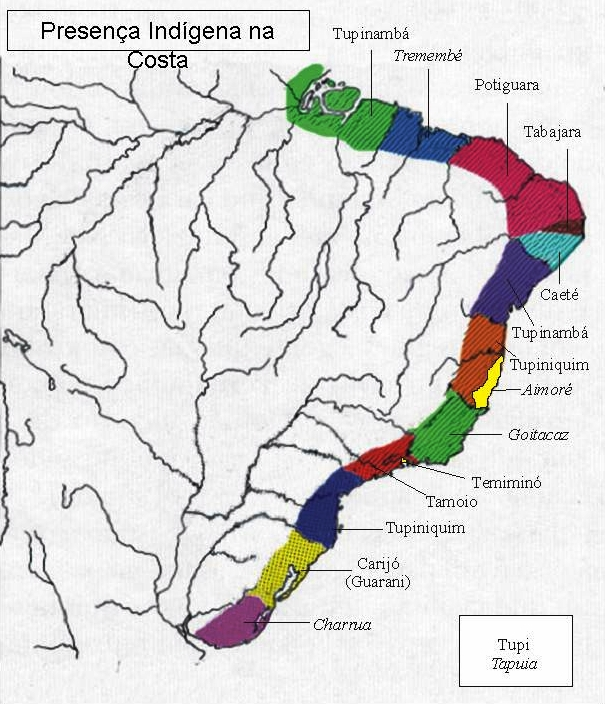
Indigene Verbreitung an der Gesamtküste, 16. Jahrhundert
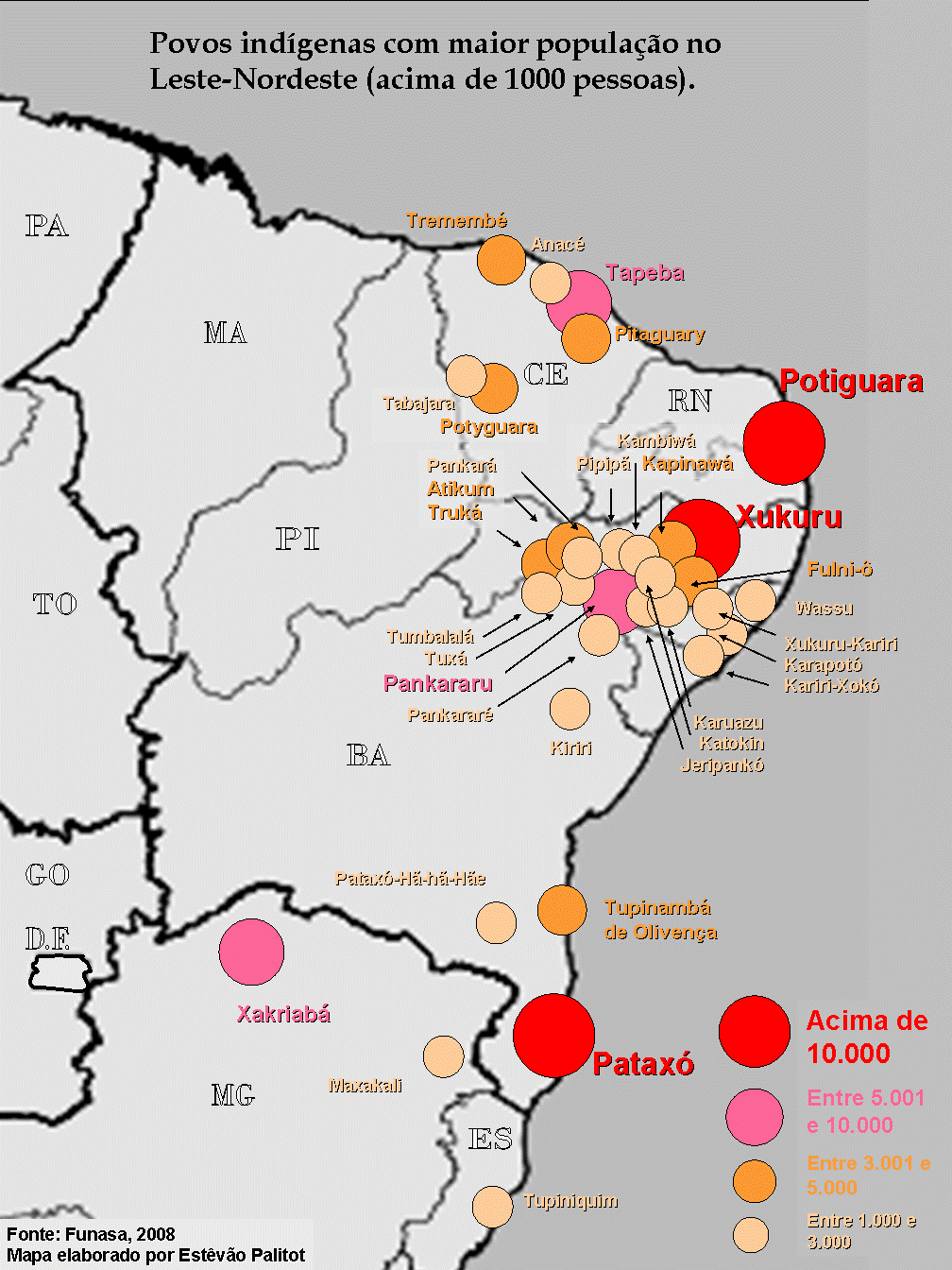
Indigene Verbreitung an der Ost-Nordostküste, 2008
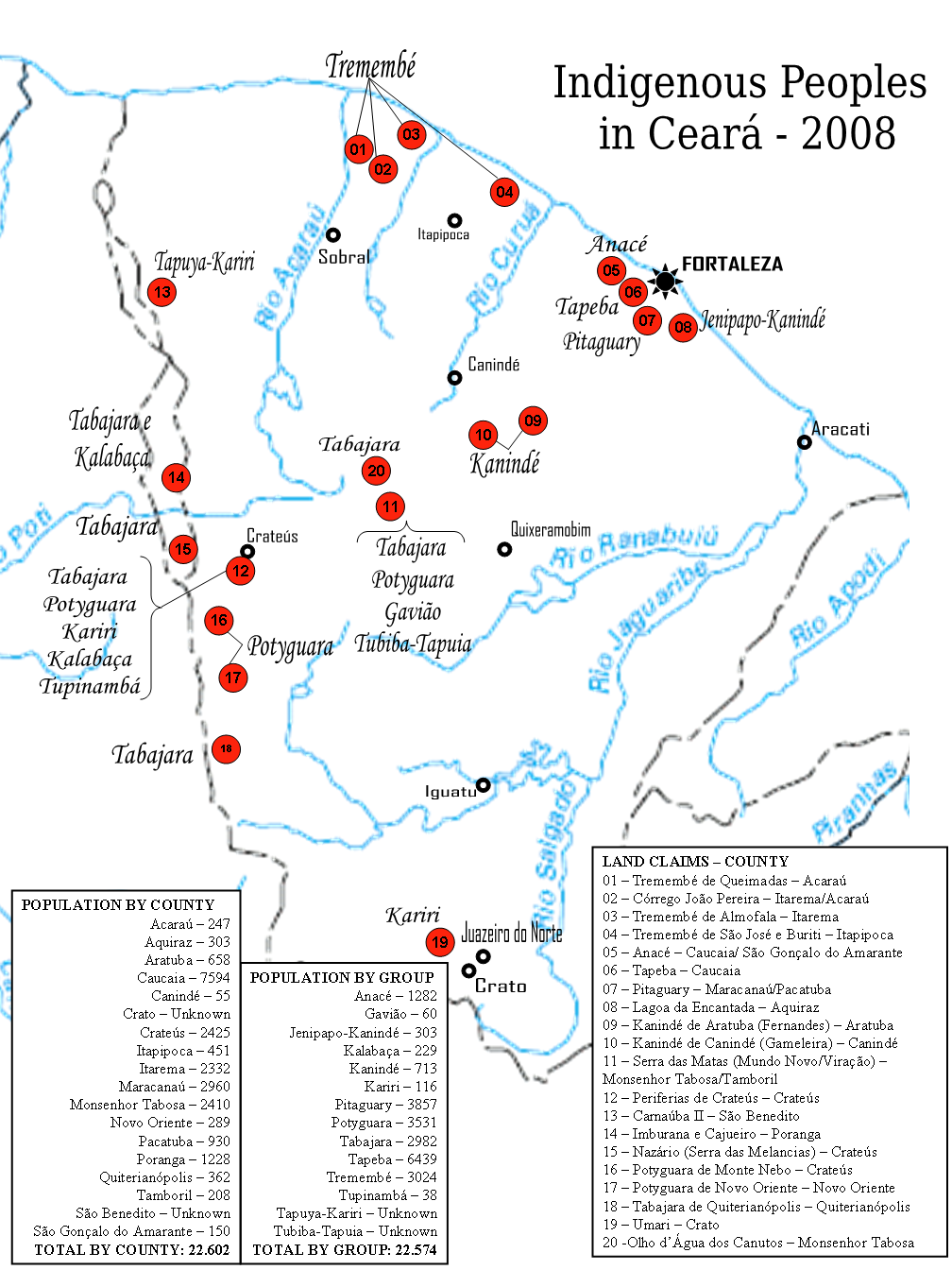
Indigene Verbreitung in Ceará, 2008